# تشاخاني (مقاطعة تشالوس)
تشاخاني (بالفارسية: چاخانی) هي قرية تقع في قسم كلارستاق الغربي الريفي (مقاطعة تشالوس) في إيران. يقدر عدد سكانها بـ 513 نسمة .